# Mesochelydia
Mesochelydia (від грецького mesos — «середній» і chelys — «черепаха») — клада у Pantestudines, більш інклюзивна, ніж Perichelydia, але менше, ніж Testudinata. Клада відома з ранньої юри до сьогодення і містить усіх юрських представників Testudinata, крім Australochelys. Вважається, що прабатьківщина для Mesochelydia була водною, на відміну від наземної для Testudinata.